# Jakob Joseph Wandt

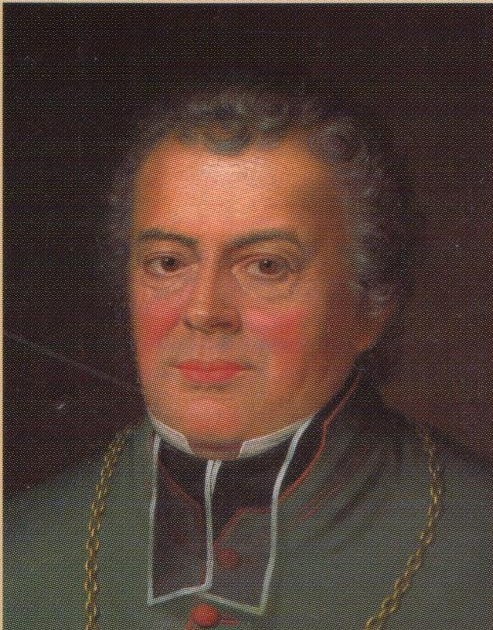
Jakob Joseph Wandt

Jakob Joseph Wandt (* 16. August 1780 in Dingelstädt; † 16. Oktober 1849 in Hildesheim) war von 1842 bis 1849 der dritte Bischof von Hildesheim nach dem Ende des Hochstifts und der Neuumschreibung der Diözesangrenzen.

## Werdegang
Jakob Joseph Wandt studierte nach dem Abitur am Gymnasium Josephinum in Hildesheim Theologie an der mit dem Gymnasium verbundenen Philosophisch-Theologischen Lehranstalt. Am 7. März 1805 empfing er die Priesterweihe. Drei Jahrzehnte lang, von 1804 bis 1834, unterrichtete er am Josephinum; seit 1824 war er Schulleiter. 1830 wurde er Domkapitular.
Als 1834 am Brühl in Hildesheim das neue Diözesan-Priesterseminar eingerichtet wurde, ernannte Bischof Godehard Joseph Osthaus Wandt zum ersten Regens.

## Bischofswahl
1840 starb Franz Ferdinand Fritz, Bischof von Hildesheim seit 1836. Bei der Neuwahl schwankte das Domkapitel zwischen Wandt und dem Domdechanten Merz. Wie in alle kirchlichen Fragen der Zeit spielte auch in diese Angelegenheit das Kräftemessen zwischen der Kirche und dem neuen säkularen Staat hinein. Die hannoversche Regierung favorisierte den konzilianteren Merz. Daraufhin wollte das Domkapitel auf sein Wahlrecht verzichten und der römischen Kurie die Entscheidung überlassen. Als die Regierung sich dagegen aussprach, wählte das Domkapitel am 9. Dezember 1841 Wandt. Die römische Bestätigung folgte am 22. Mai, und am 14. August 1842 empfing Jakob Joseph Wandt durch den Osnabrücker Weihbischof Karl Anton Joseph Lüpke die Bischofsweihe.

## Bischöfliches Wirken
Was schon den Wahlvorgang geprägt hatte, blieb auch für Wandts Amtszeit charakteristisch. Besonders in der Mischehenfrage und beim Thema Schule kam es immer wieder zu Machtproben mit der Regierung. Einen Schulkatechismus, den Wandt 1843 ohne staatliche Genehmigung herausgegeben hatte, musste er zurückziehen. Insgesamt war seine Haltung strikter als die seiner Vorgänger.
Ein Höhepunkt seines Episkopats war die Teilnahme an der Würzburger Bischofskonferenz von 1848. Darüber berichtete er:

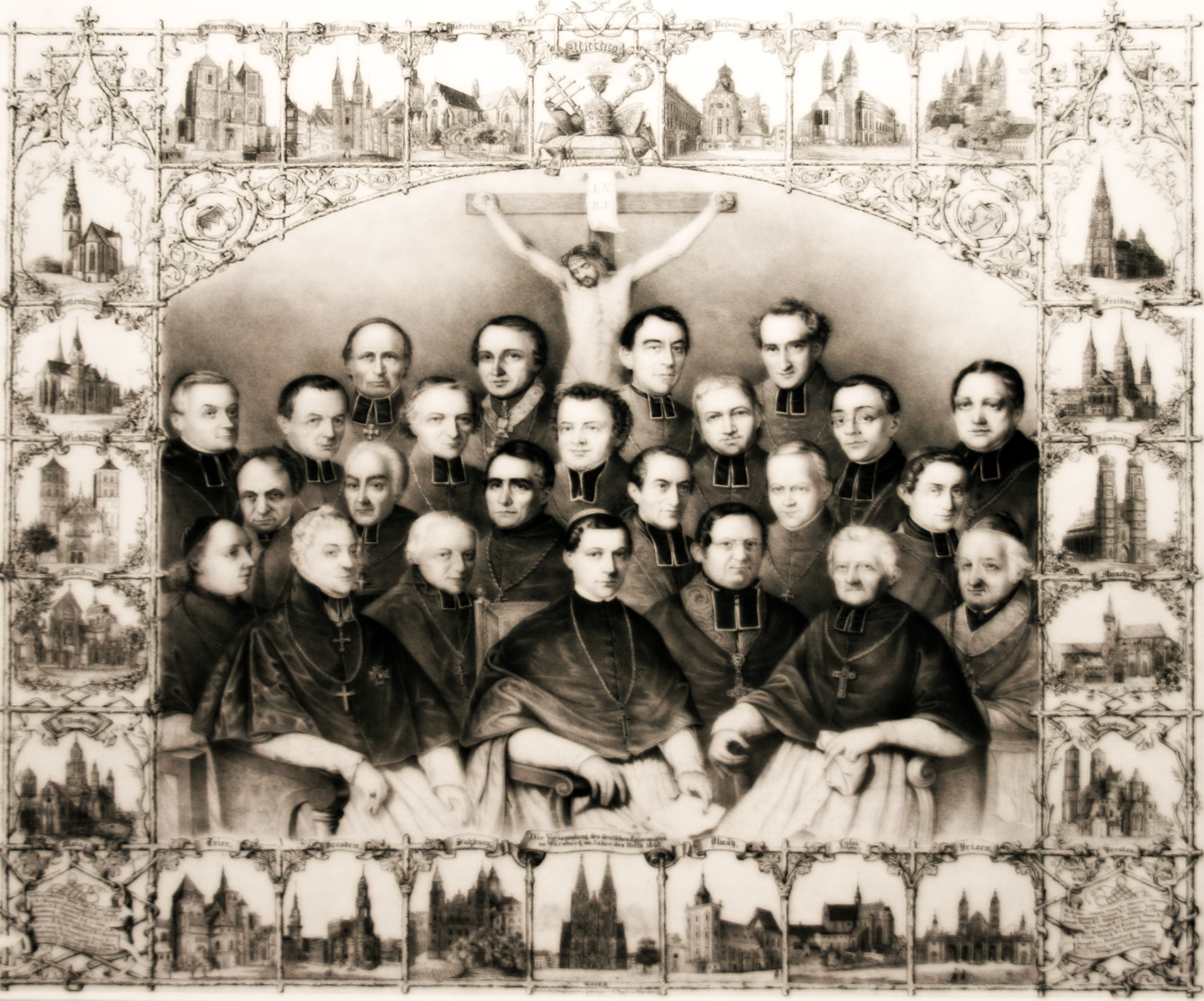
Gedenkbild von der Würzburger Bischofskonferenz; genau in der Mitte Bischof Wandt; unter den Kathedralen links als vierte von oben der Hildesheimer Dom

„Das gegenseitige Sich-Kennen-Lernen der Amtsbrüder, die herzerhebende apostolische Einmütigkeit in der Behandlung der unsere heilige Kirche betreffenden wichtigen Fragen, die Herzlichkeit, mit welcher man sich in jenen Tagen entgegengekommen ist, nicht minder der Gedankenaustausch mit Bischöfen, deren energisches und zugleich maßvolles und umsichtiges Auftreten belebend und zündend auf eine durch Mißerfolge und Hindernisse gedrückte Stimmung wirken mußte, endlich die Wahrnehmung, welch göttliche Kraft und Autorität auch unter dem Drucke beengender Verhältnisse und beängstigender Vorgänge der Kirche innewohnt: das alles trug dazu bei, diese Versammlung als mächtigen Anstoß zu neuer Bewegung im kirchlichen Leben, als neue Aera der kirchlichen Zukunft erscheinen zu lassen.“